# 布拉沃 (加利福尼亞州)
布拉沃（英語：Blavo）是位於美國加利福尼亞州比尤特縣的一個非建制地區。該地的面積和人口皆未知。

## 地理
布拉沃的座標為39°34′18″N 121°44′00″W / 39.57167°N 121.73333°W，而該地的平均海拔高度為42米（即138英尺）。